# Paratilapiinae
Sous-famille
Les Paratilapiinae Tawil, 2001 sont des Cichlidés de Madagascar. Deux espèces sont décrites. Les études phylogénétiques placent cette sous-famille au côté des Ptychochrominae.
Paratilapia Bleeker, 1868.

## Soures
- Références
- Phylogénie